# كارل إل. اريكسون
كارل إل. اريكسون (بالإنجليزية: Karl L. Ericson)‏ هو مدير فني أمريكي، ولد في 21 يناير 1895 في ويسكونسن في الولايات المتحدة، وتوفي في 1 أغسطس 1965 في داكوتا الشمالية في الولايات المتحدة.